# Husár
Husár (978 m) – szczyt w słowackiej Magurze Spiskiej. Jego zachodnie stoki stromo opadają do Kotlin oddzielających Magurę Spiską od Tatr Bielskich, oraz do doliny potoku o nazwie Slobodov potok. W kierunku południowo-wschodnim odchodzi od szczytu grzbiet łączący Husára z Palenicą Lendacką.
Husár jest całkowicie porośnięty lasem, tylko na południowych stokach znajdują się skalne urwiska. Nie prowadzi przez niego żaden szlak turystyczny. Wraz z Palenicą znajduje się na obszarze ochrony ścisłej.